# Jean Longuet
Jean-Laurent-Frederick (Johnny) Longuet (1876-1938) là chính trị gia người Pháp. Ông là cháu ngoại của Karl Marx. Longuet rất nhiệt tình với phong trào công nhân quốc tế và phong trào giải phóng dân tộc. Ông thông cảm sâu sắc với những người bị áp bức về mặt giai cấp và dân tộc. Tuy nhiên, sự phôi pha đó dần phai nhạt do những nhận thức của ông đối với chủ nghĩa Marx. Longuet cho rằng giai cấp vô sản chỉ cần đấu tranh nghị trường cũng đủ giành thắng lợi. Sự sai lầm này khiến ông không tán thành đường lối của Quốc tế thứ ba. 

## Tình cảmvớiNguyễn Ái Quốc
Với Nguyễn Ái Quốc, Jean Longuet có tình cảm và sự giúp đỡ đặc biệt. Nguyễn Ái Quốc gặp Jean Longuet vào năm 1919. Sau lần gặp gỡ đầu tiên, hai người trở nên thân thiết. Ông luôn khuyến khích chàng trai trẻ người Việt Nam viết về Việt Nam, dù lúc đó Nguyễn Ái Quốc chưa giỏi tiếng Pháp lắm. Longuet giúp Nguyễn Ái Quốc viết và cho đăng một số bài báo tố cáo tội ác của thực dân Pháp đối với nhân dân các nước thuộc địa. Hồi ấy, Longuet làm chủ bút báo Dân chúng (Le populaire), cơ quan của Đảng Xã hội Pháp. Khi Nguyễn Ái Quốc đến tòa soạn xin làm cộng tác viên và đăng lời yêu cầu của Việt Nam, Jean Longuet đã đón tiếp rất cởi mở. Chàng trai trẻ họ Nguyễn lấy làm lạ vì chưa bao giờ được ai đón tiếp thân mật như thế cả. Anh được Longuet gọi là đồng chí. Sau này kể lại, Hồ Chí Minh có nói: 
| “ | ’Ông là người Pháp đầu tiên gọi Bác là đồng chí. Bác rất vui lòng | ” |

Longuet không ngần ngại trước sự dòm ngó của mật thám, công khai nói với Nguyễn Ái Quốc tất cả tình cảm của ông đối với nhân dân Việt Nam. Longuet là người đầu tiên gợi ý cho Nguyễn Ái Quốc viết báo để làm cho nhân dân Pháp hiểu rõ sự bóc lột và áp bức của đế quốc Pháp ở Việt Nam. Sự hứa hẹn của Longuet với Nguyễn Ái Quốc. về việc sẽ đăng những bài báo của Anh trên tờ Dân chúng đã trở thành niềm cổ vũ lớn đối với Anh. Anh lao vào viết báo với mục đích giải quyết vấn đề chính trị bắt đầu từ sự động viên của Jean Longuet. Tình bạn của hai người luôn luôn để lại những kỷ niệm êm đềm của một thời đã qua.